# Piranesi (Roman)
Piranesi ist ein fantastischer Roman der britischen Autorin Susanna Clarke, der 2020 bei Bloomsbury Publishing erschien. Es handelt sich um Clarkes zweiten Roman nach ihrem Debüt Jonathan Strange & Mr Norell (2004), das sechzehn Jahre zuvor erfolgte. Der Roman spielt in einer Paralleldimension, die sich aus einer unerschöpflichen Anzahl von Hallen und Vorhöfen zusammensetzt, und bei Neuankömmlingen allmählichen Gedächtnis- und Identitätsverlust auslöst. Erzählt wird die Geschichte in Form von Forschungsaufzeichnungen des titelgebenden Erzählers, der bei der Erkundung dieser Welt die Geschichte seiner eigenen Ankunft rekonstruiert. Piranesi gewann 2021 den Women’s Prize for Fiction. Die deutschsprachige Erstausgabe erschien in der Übersetzung durch Astrid Finke 2020 im Karl Bessing Verlag.

## Inhalt
Piranesi lebt an einem Ort, der im Roman als „das Haus“ bezeichnet wird. Die Welt des Hauses besteht aus einer unendlichen Anzahl von Sälen und Vorhöfen, die mit einer ebenso unerschöpflichen Anzahl von Statuen gesäumt sind, von denen sich keine zwei gleichen. Die oberen Stockwerke des Hauses sind mit Wolken gefüllt, die unteren mit einem Ozean, der gelegentlich auch die mittleren Stockwerke überflutet. Diese Überflutungen folgen regelmäßigen Gezeiten, die von Piranesi akribisch aufgezeichnet werden. Er glaubt, dass er immer schon im Haus gelebt hat und dass es nur fünfzehn Menschen auf der ganzen Welt gibt, von denen die Mehrheit bereits tot ist, da er auf seinen Streifzügen durch die Räume des Hauses ihre Skelette gefunden hat. Piranesi dokumentiert jeden Tag in seinen Tagebüchern, aus denen sich der Roman zusammensetzt.
Zweimal pro Woche trifft sich Piranesi mit „dem Anderen“, einem gut gekleideten Mann, der ihn für seine Suche nach dem irgendwo im Haus verborgenen „Großen und Geheimen Wissen“ rekrutiert hat. Der Andere versorgt Piranesi gelegentlich mit nützlichen Gütern wie etwa Schuhen, Taschenlampen und Multivitaminen, die augenscheinlich außerhalb des Hauses besorgt wurden. Als Piranesi vorschlägt, die Suche nach dem „Großen und Geheimen Wissen“ aufzugeben, behauptet der Andere, diese Unterhaltung bereits geführt zu haben, und erklärt Piranesi, dass das Haus langsam die Erinnerung und Persönlichkeit der Bewohner zersetzt.
Außerdem warnt der Andere Piranesi vor einer sechzehnten Person, die beide „Sechzehn“ nennen, und die das Haus betreten könnte, um Piranesi zu schaden. Piranesi solle sich unter keinen Umständen Sechzehn nähern, da er sonst seinen Verstand verliere. Piranesi trifft einen älteren Fremden, den er den Propheten nennt. Der Prophet behauptet, der Andere sei ein Mann namens Ketterley, sein Rivale, der seine Ideen über das Große und Geheime Wissen gestohlen habe. Beim Haus handele es sich um eine sogenannte „Verteiler-Welt“, die durch einer anderen Welt entströmende Ideen geschaffen wurde. Er verkündet seine Absicht, Sechzehn zum Haus zu führen, um Ketterley in die Quere zu kommen.
Beim Katalogisieren und Verschlagworten seiner Tagebücher entdeckt Piranesi Eintragungen, bei denen er sich nicht erinnern kann, sie geschrieben zu haben. Diese Eintragungen enthalten Begriffe, die auch vom Propheten erwähnt wurden. Sie erzählen die Geschichte eines Okkultisten namens Laurence Arne-Sayles, der behauptete, dass andere Welten existieren und erschlossen werden könnten; Ketterley war einer seiner Studenten. Arne-Sayles förderte eine kultartige Mentalität bei seinen Anhängern und wurde schließlich wegen der Entführung eines Mannes namens James Ritter zu einer Gefängnisstrafe verurteilt. Ritter beschrieb später, an einem dem Haus ähnlichen Ort gefangen gehalten worden zu sein.
Piranesi entdeckt, dass Sechzehn das Haus betreten hat, und hinterlässt eine Botschaft für den Eindringling. Er vermeidet es, Sechzehns Antwort zu lesen, findet aber durch Gespräche mit dem Anderen heraus, dass es sich um eine Frau namens Raphael handelt. Als Piranesi aus seinem Studium der Gezeiten ableitet, dass ein seltener Zusammenfluss der Strömungen bald zu einer Überflutung der mittleren Stockwerke führen wird, hinterlässt er eine Warnung für Sechzehn und entdeckt ihre Botschaft mit dem Wortlauft „Bist du Matthew Rose Sorensen?“. Das Lesen dieses Namens löst in Piranesi eine Vision aus – er sieht sich selbst inmitten einer modernen Großstadt stehen.
Weitere Nachforschungen anhand von Piranesis Tagebüchern offenbaren, dass jemand alle Einträge, die sich auf Ketterley beziehen, vernichtet hat. Piranesi findet Papierfetzen seiner Tagebücher in Möwennestern, aus denen er die zerstörten Seiten wieder zusammenfügen kann. So erfährt er die wahre Geschichte seiner Ankunft im Haus: Er war Matthew Rose Sorensen, ein Journalist, der an einem Buch über Arne-Sayles arbeitete. Als Sorenson Ketterley für ein Interview besuchte, wandte Ketterley ein Ritual an, um ihn im Haus gefangen zu halten. Im Haus verlor Sorenson allmählich sein Gedächtnis und konstruierte eine neue Identität, die von Ketterley spöttisch Piranesi getauft wurde.
Am Tag der Flut konfrontiert Piranesi Ketterley mit seinen wiederentdeckten Erinnerungen, just als Raphael zurückkehrt, um ihn zu finden. Ketterley versucht die beiden zu töten, ertrinkt dabei aber in den Fluten. Als die Flut verebbt, offenbart sich Raphael als Polizeibeamtin, die das Verschwinden von Personen im Zusammenhang mit dem Arne-Sayles-Kult untersucht. Sie bietet Piranesi an, in seine Heimatwelt zurückzukehren. Nach langer Überlegung entscheidet er sich, das Haus zu verlassen.
Im Epilog hat sich der Erzähler wieder auf das Leben in seiner Heimatwelt eingestellt, kehrt aber oft zum Haus zurück. Bei diesen Besuchen bringt er auch manchmal James Ritter mit, bestattet Ketterleys Leiche und begleitet Raphael bei der Erkundung des Hauses. Er kommt zum Schluss, dass er sich weder mit Sorensen noch mit Piranesi vollkommen identifizieren kann, und bastelt sich aus den Bruchstücken dieser Identitäten eine neue, dritte Identität.

## Veröffentlichung
Piranesi erschien am 15. September 2020 bei Bloomsbury Publishing als Hardcover, E-Book und Hörbuch. Das Hörbuch wurde vom britischen Schauspieler Chiwetel Ejiofor eingesprochen.

## Rezeption
Bei den Rezensenten stieß Piransi auf einhellige Bewunderung. Sarah Ditum von The Times schrieb eine Lobeshymne auf die Leistung der Autorin: „Nach all dieser Zeit hat sie einen zweiten Roman geschrieben, der nahezu perfekt ist.“
Ron Charles von der Washington Post bezeichnete den Roman als „unendlich clever“ und findet aktuelle Bezüge: Piranesis Akzeptanz seiner Gefangenschaft verleihe dem Roman unbeabsichtigte Resonanzen zu einem „Planeten in Quarantäne“ im Zusammenhang mit der COVID-19-Pandemie.
In Publishers Weekly wurde der Roman als „erfinderisch“ gepriesen und Clarkes subtile Handlungsführung gelobt.

## Intertextuelle Referenzen
Der Titel des Romans bezieht sich auf den italienischen Künstler Giovanni Battista Piranesi, der im 18. Jahrhundert eine Serie von sechzehn Drucken mit dem Titel Erfundene Kerker produzierte. Dargestellt werden riesige unterirdische Gewölbe mit zahlreichen Stiegen und gewaltigen Maschinen. Außerdem spielt sie mutmaßlich auf den Architekten Alessandro Piranesi an, der sich zu Beginn des zwanzigsten Jahrhunderts einen Namen mit experimenteller Architektur machte.
Piranesi enthält verschiedene Anspielungen auf C. S. Lewis’ Romanserie Die Chroniken von Narnia. In der mit „Statuen“ betitelten Eintragung des 1. Teils notiert der Erzähler einen Traum von einem Faun, der „in einem verschneiten Wald steht und mit einem weiblichen Kind spricht“ – vermutlich eine Anspielung auf Lucy Pevensies Treffen mit dem Faun Mr. Tumnus in Der König von Narnia. Bei der Beschreibung der Figur Dr. Valentine Andrew Ketterley gibt der Text an, dass Ketterely der Sohn von „Ranulph Andrew Ketterley“ sei, und dass es sich bei den Ketterleys um eine alteingesessene Familie in Dorsetshire handle. Sowohl der Name als auch die Beschreibung der Familie wecken Assoziationen zu Andrew Ketterley, einer zentralen Figur in Das Wunder von Narnia, der seine Familie ebenfalls als alteingesessene Familie in Dorsetshire beschreibt. Die Verbindung wird verstärkt durch ein Zitat am Beginn des Romans, das im Buch auch von Andrew Ketterley ausgesprochen wird. Darüber hinaus lassen sich verschiedene Ähnlichkeiten zwischen dem Haus in Piranesi und dem „Wald zwischen den Welten“ in Das Wunder von Narnia feststellen. In beiden Fällen handelt es sich um alternative Welten, die sich von unserer unterscheiden, die nur durch übernatürliche Mittel und Wege erreicht werden können. Beide Welten sind bevölkert, aber von weniger vielfältigen Lebewesen als die Heimatwelt der Protagonisten; beide Welten lösen in Neuankömmlingen Gedächtnisverlust aus und erzeugen so in ihnen den Eindruck, schon seit jeher diese neue, übernatürliche Welt zu bewohnen.
Die Geschichte von Piranesi wurde auch mit Platos Höhlengleichnis verglichen. Plato ist auch eine Inspiration für Digory Kirke in Narnia. Im Roman ist die Figur Piranesi nicht in der Lage, diese mit Statuen gefüllte Welt zu verlassen. Die Statuen repräsentieren eine übergeordnete Realität, deren sich Piranesi aber nicht bewusst ist. Platos Höhlengleichnis handelt von einem Menschen, der in einer dunklen Höhle gefangen ist und die Welt außerhalb der Höhle nur in Form von an die Höhlenwand geworfenen Schatten wahrnehmen kann.

## Hörspieladaption
Piranesi wurde für BBC Radio 4 adaptiert, von Samuel Anderson eingelesen und im Februar 2022 ausgestrahlt.

## Auszeichnungen
2021: Audie Award (Hörbuch des Jahres)
2021: Women's Prize for Fiction.